# Chrysis iris
Chrysis iris (лат.) — вид ос-блестянок рода Chrysis из подсемейства Chrysidinae.

## Распространение
Палеарктика. Европа, в том числе, Латвия, Литва, Эстония, Дания, Финляндия, Швеция.
Также Северный Кавказ, Урал, Сибирь (на восток до Тувы).

## Описание
Ярко-окрашенные металлически блестящие осы. Тело узкое, вытянутое. Длина — 7—13 мм. Тело в основном синее или зеленовато-синее, сходны с видом Chrysis indigotea в окраске. Самки часто имеют зеленовато-золотистые отблески на мезоскутуме, мезоскутеллюме и спереди на пронотуме. Тело узкое, вытянутое.
Клептопаразиты ос: Symmorphus allobrogus, S. crassicornis,S. murarius (род Symmorphus, семейство Vespidae).
Встречаются на мёртвой древесине (ветви и стволы Populus, Salix, Betula) в следующих открытых биотопах: окраины лесов, поляны, сады, древесные постройки. Посещают цветы различных растений. Период лёта: май — август.
Вид был впервые описан в 1791 году немецким натуралистом, садоводом и пастором Иоганном Людвигом Кристом (Johann Ludwig Christ, 1739—1813). Ранее у некоторых авторов этот вид фигурировал под именами Chrysis nitidula (of authors, not Fabricius, 1775) или Chrysis purpurata (of authors, not Fabricius, 1787).